# Maria Bashir
Maria Bashir é uma promotora afegã, que é a única mulher a ter tido tal cargo no país até 2009. Com mais de quinze anos de experiência no serviço civil afegão - o Talibã, policiais corruptos, ameaças de morte, tentativas falhas de assassinato - ela viu de tudo. Ela foi banida do seu trabalho durante o regime talibã, em que ela passou a ensinar meninas ilegalmente em sua casa, quando era proibido que mulheres fossem vistas na rua desacompanhadas de homens. Na era pós-talibã, ela foi chamada de volta ao serviço, e se tornou Promotora Chefe da província de Herat em 2006. Tendo como foco principal erradicar a corrupção e a opressão de mulheres, ela lidou com cerca de 87 casos, somente em 2010.
Em reconhecimento ao seu trabalho, o departamento de estado dos Estados Unidos, a condecorou com o Prêmio Internacional às Mulheres de Coragem, que é concedido anualmente a mulheres ao redor do mundo que tenham mostrado liderança, coragem, engenhosidade e disposição de sacrificar-se por outrem, especialmente para lutar pelos direitos das mulheres, frequentemente arriscando suas próprias vidas. Bashir também esteve na Time 100, em 2011, uma lista anual com as cem pessoas mais influentes no mundo, composta pela revista Time.

## Início da vida e educação
Bashir, a filha mais velha, era uma estudante brilhante já em seus anos escolares. Ela recebeu encorajamento de seu pai para continuar seus estudos após a escola, em um país bastante restritivo para com as mulheres. Quando seus exames para admissão na faculdade apresentaram apenas três opções para ela escolher, ela preencheu o formulário escrevendo "direito" abaixo delas. O Ministro do Ensino Superior, que analisa e aprova as candidaturas, ficou impressionado com a sua determinação e ela foi aprovada para estudar Direito. Ela graduou-se em 1994, após quatro anos de curso, na Universidade de Cabul e mais tarde passou por um treinamento de um ano em Cabul para tornar-se promotora de justiça.

## Vida pessoal
Em 1996, após a sua graduação, Bashir casou-se com um homem progressista, que possui um negócio de importação com sede na China, e mudou-se para a sua cidade, Herat. Bashir tem dois filhos e uma filha. Seu filho mais velho estuda na Alemanha e os outros dois (Sajad and Yasaman) tem aulas em casa, pois as ameaças de morte dirigidas à Bashir e sua família tornam difícil a educação formal.

## Sob o regime Talibã
Após seu treinamento, Bashir iniciou a sua carreira na Procuradoria Geral como investigadora criminal em Cabul, e mais tarde em Herat. Pouco tempo depois de sua mudança para Herat, em 1995, o Talibã ocupou a cidade e impediram que mulheres trabalhassem. Bashir teve que ficar em casa, como as outras mulheres, até 2001, quando a invasão americana permitiu que as mulheres começassem a trabalhar novamente, retomando seu cargo de investigadora criminal. O Talibã tornou ilegal para as mulheres e meninas ler ou trabalhar, garantindo que estivessem dependentes dos homens. Bashir começou a lecionar para meninas secretamente, em sua residência, com as estudantes trazendo livros e outros materiais necessários em sacolas de compras. Ela acreditava que o regime Talibã ia cair, e queria que as mulheres estivessem preparadas para juntar-se à força de trabalho quando isso acontecesse. O Talibã estava ciente de suas atividades e convocou seu marido duas vezes para explicar o que ela estava fazendo.

## De volta no ministério público
Em setembro de 2006, o procurador geral, considerado conservador, visitou Herat, para uma reunião com os promotores de quatro províncias. Bashir era a única mulher presente. No fim de seu discurso, ela questionou a sua política de mudanças no escritório dos procuradores, especialmente em relação a permitir mulheres a trabalhar lá. O procurador geral expressou sua aprovação, e também demonstrou satisfação acerca do trabalho dela como promotora adjunta na investigação da morte da poeta e jornalista Nadia Anjuman: em que ela acusou o marido de Nadia de assassiná-la. Antes de ir embora de Herat, mais tarde naquele mês, o Procurador Geral a nomeou Procuradora-Chefe da província.

## Crítica sobre a nova constituição Afegã
A indicação de Bashir agradou o governo estadunidense, que considerou um progresso significativo na ocidentalização do país após o regime Talibã. A então Secretária de Estado Condoleezza Rice levou Bashir para Washington para homenageá-la. Bashir, no entanto foi crítica: afirmou que embora a nova constituição permitisse direitos iguais para mulheres, muitos juízes ainda baseavam-se na antiga Lei islamica Charia. Após afirmar que a falta de liberdade que as mulheres tem para escolher os seus parceiros, ela pontuou que enquanto os homens não são julgados por adultério, as mulheres ainda eram apedrejadas até a morte por acusações similares. Comentando sobre o processo de divórcio imparcial e a maneira como os homens ganhavam a custódia dos filhos, as mulheres muitas vezes optam pelo suicídio. Sobre os problemas de corrupção no Afeganistão, ela sugeriu uma reorganização estrutural, que acabasse com indicação de pessoas baseando-se na sua etnicidade, como estava sendo feito por Hamid Karzai. Ela também recomendou que os esforços anti-corrupção podem somente ser bem sucedidos se forem feitos junto com aumento de salários para servidores públicos, pois os salários ínfimos que recebem os forçam a buscar dinheiro "em outro lugar" para complementá-los. Também demonstrou preocupação com a falta de poder das leis, o que torna o sistema legal fraco.

## Tentativas de assassinato
O trabalho de Bashir não foi visto com bons olhos por fanáticos, por ela ser uma mulher. Somado a isso estavam suas atividades anti-corrupção e seu encorajamento para que mulheres vítimas de violência doméstica denunciassem os seus maridos. Ela começou a receber ameaças via telefone, demandando a sua renúncia. Alguns clérigos de Herat também emitiram uma fatwa sobre mulheres desacompanhadas em lugares públicos. Isso alarmou Bashir, que solicitou que as autoridades do estado garantissem a sua segurança. Mas as autoridades não atenderam seu pedido, e mais tarde em 2007, uma bomba explodiu do lado de fora de sua casa, por volta do horário que seus filhos normalmente estariam brincando do lado de fora. Estava chovendo, e por essa razão, seus filhos estavam dentro de casa. Mais tarde o governo dos Estados Unidos contratou guardas armados para prover a sua segurança. Em outro incidente, o filho de um de seus seguranças foi sequestrado e assassinado, tendo os criminosos confundido o menino com o filho de Bashir. Eventos como esse forçaram as crianças a estudar em casa, o que a perturba por ter sido a razão deles não receberem educação formal.